# Европско првенство у атлетици у дворани 1974 — штафета 4 х 2 круга за жене
Такмичење штафета 4 х 2 круга у женској конкуренцији на петом Европском првенству у атлетици у дворани 1974. одржано је 10. марта 1974.  године у дворани Скандинавијум у Гетеборгу, (Шведска).
Пошто је кружна стаза у Гетеборгу износила 192 метара, није се могло одржати такмичење штафета 4 х 400 метара јер су два круга уместо 400 метара износила 392 метра, тако да је било немогуће измене ђтафета извршити на местима које та трка по правилима ИААФ предвиђа, па је назив ове дисциплине био штафета 4 х 2 круга. Победницама се рачунају медаље, а постигнути резултати не, јер су постигнути у дисциплини која званично не постоји.
Учествовало је 8 такмичарки у 2 штафете из исто толико земаља.

## Резултати

### Коначан пласман
| Пласман | Атлетичарке                                                      | Земља    | Резултат | Белешка |
| ------- | ---------------------------------------------------------------- | -------- | -------- | ------- |
|         | Ан Шарлот Хесе, Лена Фрисон, Ан Маргрет Утерберг, Ан Ларсон      | Шведска  | 3:38,15  |         |
|         | Лиљана Томова, Соња Захаријева, Јорданка Филипова, Тонка Петрова | Бугарска | 3:39,21  |         |